# 11759 Sunyaev
11759 Sunyaev è un asteroide della fascia principale. Scoperto nel 1960, presenta un'orbita caratterizzata da un semiasse maggiore pari a 2,4261924 UA e da un'eccentricità di 0,0973637, inclinata di 0,71412° rispetto all'eclittica.
L'asteroide è dedicato all'uzbeco Rashid A. Sunyaev.